# Modulace

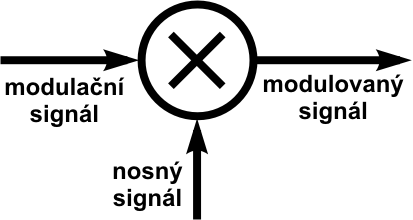
Schematická značka modulátoru

Modulační signál (nahoře) modulující amplitudu (AM) nebo frekvenci (FM) nosné vlny.

Modulace je nelineární proces, kterým se mění charakter vhodného nosného signálu pomocí modulujícího signálu. Modulace se velmi často používá při přenosu nebo záznamu elektrických nebo optických signálů. Nejběžnějšími příklady zařízení spotřební elektroniky využívajících modulaci jsou například rozhlasový a televizní přijímač, mobilní telefon, různé typy modemů, satelitní přijímače atd.
Většina zdrojů zpráv generuje signály, které ve své původní podobě nejsou vhodné pro dálkový přenos. Proto vznikla modulace, která posílí signál (nesenou informaci), lze ho tak přenášet na delší vzdálenost.
Zařízení, které provádí modulaci, se nazývá modulátor. Musí vždy obsahovat nějaký nelineární prvek, jinak nemůže k modulaci dojít. Platí to ale i naopak. Jakmile se jakékoliv dva signály setkají na nějakém nelineárním prvku nebo v nelineárně se chovajícím prostředí, dojde k jejich vzájemné modulaci, tzv. intermodulaci.
Opakem modulace je demodulace, kterou provádí demodulátor.

## Základní pojmy
- modulační signál – signál, kterým chceme modulovat nosný signál
- nosný signál – signál, který modulujeme modulačním signálem
- modulovaný signál – výsledný signál po procesu modulace
- modulační produkty – složky modulovaného signálu (zpravidla z pohledu jeho frekvenční analýzy)
- jednoduché modulace – modulace zpracovávající jeden modulační signál
- složené modulace – modulace zpracovávající několik modulačních signálů najednou

## Rozdělení modulací
Existuje celá řada různých typů jednoduchých a složených modulací. Podle typu nosného signálu se rozdělují na:
- spojité analogové modulace – nosným signálem je signál s harmonickým průběhem v čase (sinusoida) a modulačním signálem je analogový signál
- spojité digitální modulace – nosným signálem je signál s harmonickým průběhem, modulačním signálem je diskrétní (digitální) signál
- diskrétní modulace – nosným signálem těchto modulací je signál s nespojitým průběhem často také nazývaný taktovací signál

### Spojité modulace
Libovolný harmonický signál
{\displaystyle y=A\cdot \sin \left(\omega t+\varphi \right)}
je definován třemi parametry:
- A – je amplituda signálu
- {\displaystyle \omega } – je úhlová frekvence
- {\displaystyle \varphi } – je fázový posuv

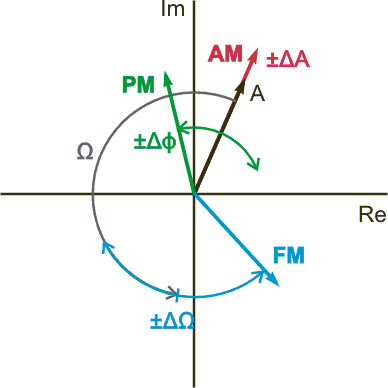
Fázorový diagram znázorňující druhy spojitých modulací

Podle toho, který z výše uvedených parametrů je ovlivňován modulačním signálem, jsou spojité modulace rozděleny na:
- amplitudovou – AM
- úhlové
  - frekvenční – FM
  - fázovou – PM (z anglického phase)

Na přiloženém fázorovém diagramu je fázor nosné znázorněn černou šipkou, která se otáčí konstantní úhlovou frekvencí {\displaystyle \Omega }. Amplitudová modulace během otáčení mění jeho amplitudu, zatímco obě úhlové modulace mění jeho okamžitý úhel. Fázová pouhou změnou fáze (při konstantním modulačním signálu je fázový úhel v čase neměnný), kdežto frekvenční změnou frekvence (při konstantním modulačním signálu se fázový úhel v čase trvale mění konstantní rychlostí).

#### Analogové modulace
Pokud je modulačním signálem typický analogový signál nabývající nekonečného počtu hodnot, nabývá také výsledný fázor modulovaného signálu nekonečného množství hodnot.

#### Digitální modulace
Je-li modulačním signálem digitální signál nabývající konečného počtu stavů, nabývá i fázor modulovaného signálu konečného počtu poloh. Mezi jednoduché modulace tohoto typu patří:
- ASK – Amplitude-Shift Keying (odpovídá AM)
- FSK – Frequency-Shift Keying (odpovídá FM) a její speciální případ MSK – Minimum-Shift Keying
- PSK – Phase-Shift Keying (odpovídá PM), typičtí představitelé:
  - BPSK – Binary Phase Shift Keying (dvoustavová)
  - QPSK – Quadrature Phase Shift Keying (čtyřstavová), 8PSK, 16PSK (vícestavové)

### Diskrétní modulace
U taktovacího signálu diskrétních modulací lze také měnit několik parametrů. Navíc se tyto modulace rozdělují i podle toho, jestli je modulační signál spojitý (nekvantovaný) nebo diskrétní (kvantovaný):
- nekvantované
  - pulzně amplitudová modulace – PAM – přenáší se okamžitá hodnota signálu v diskrétních okamžicích
  - pulzně šířková modulace – PWM (W z anglického width)
  - pulzně polohová modulace – PPM (P z anglického position)
- kvantované
  - pulzně kódová modulace – PCM (C z anglického code) – okamžité hodnoty signálu jsou vyjádřeny celým číslem; přenáší se posloupnost těchto čísel
  - diferenční pulzně kódovaná modulace – DPCM – přenáší se rozdíl mezi hodnotou posledních dvou vzorků signálu vyjádřený celým číslem
  - adaptivní diferenciální pulzně kódová modulace – ADPCM
  - delta modulace – DM
  - delta-sigma modulace – ΔΣ nebo sigma-delta ΣΔ
  - adaptivní delta modulace – ADM

### Složené modulace
Mezi nejpoužívanější složené modulace patří:
- kvadraturní amplitudová modulace – QAM (Q z anglického quadrature)
- amplitudově fázová modulace – APSK – podobná jako QAM, jiný konstelační diagram